# 新安街道 (安丘市)
新安街道，是中华人民共和国山東省潍坊市安丘市下辖的一个乡镇级行政单位。

## 行政区划
新安街道下辖以下地区：
付家庙子社区、永乐官庄社区、彭家庙子社区、温家坡子社区、薛家庄社区、贾戈庄东北村社区、贾戈庄东南村社区、贾戈庄西北村社区、贾戈庄西南村社区、李家五里河社区、曹家五里河村社区、邵家埠社区、杏杭社区、高家沟社区、大沙埠社区、桥北头社区、周家楼子社区、石龙社区、刘家庄社区、青龙山社区、丘家庄社区、城西社区、刘家尧社区、青龙湖社区、磨埠社区、莲花山社区、坟庄社区、汶中社区、归家疃社区、金稻园社区、丘东社区、彭家洼新村社区、大朱旺村、桑家尧村、尧洼村、刘沙埠村、周家沙埠村、韩家王封村、董家王封村、刘家王封村、曹家王封村、贾家王封村、大埠后村、高埠村、小杨戈庄村、大杨戈庄村、夹埠村、西许戈庄村、为善村、常家庄村、李家埠村、东韩吉村、西韩吉村、庵顶村、石灰埠村、山口村、下洼村、许戈村、友戈村、柳杭十里村、胜利何家屯村、院庄村、朱柳村、马埠屯村、朱戈村、担山一村、担山二村、担山三村、北院庄村、贺戈小埠后村、河南张派村、仓上村、韩吉新村、孙十里村、黄十里村、大洼村、东周村、小河崖村、三联村、三园村、汶北新村、关王村、姚家庄子村、张家屯村、上埠村、下埠村、许营村、陈王庄村、李门村、河北张排村和埠南头村。